# Угриз страсти (приче еротске фантастике)
Антологија Угриз страсти, приче еротске фантастике (Београд, 2007) је прва збирка у издању Друштва љубитеља фантастике „Лазар Комарчић“.
Уредник антологије, Павле Зелић, упарио је сваку причу са наменски рађеном илустрацијом у боји. Збирка је занимљива због тога што доноси многе жанрове и поетике домаће фантастике, као и све активне нараштаје — од Милорада Павића до најмлађих писаца, или од Зорана Туцића до нових ликовних снага.